# Нетрудящий клас
«Нетрудящий клас» (англ. The Idle Class) — короткометражний німий фільм Чарльза Чапліна, випущений 25 вересня 1921.

## Сюжет
Една, дружина багатія, приїжджає на курорт до свого чоловіка, з яким вони в сварці через його любов до випивки. Одночасно сюди прибуває волоцюга, як дві краплі води схожий на чоловіка. Волоцюга відразу вирушає на поле для гольфу, щоб віддатися улюбленій грі, і потрапляє в комічні ситуації за участю представників вищого суспільства, що тут відпочивають. Увечері він випадково опиняється на маскараді, де його приймають за чоловіка Едни, переодягнутого бідняком. Після низки подій непорозуміння стає очевидним, і волоцюга йде.

## У ролях
- Чарлі Чаплін — волоцюга / чоловік
- Една Первіенс — дружина
- Мак Свейн — її батько
- Генрі Бергман — гість в формі поліцейського
- Аллан Гарсія — поліцейський в парку / гість
- Джон Ренд — гольфіст / гість
- Лаура Енсон
- Рекс Сторі — гість